# 副寄居蟹属
副寄居蟹属（学名：Icelopagurus）为寄居蟹科的一个属。

## 下属物种
本属包括以下物种：
- 柯氏副寄居蟹 Icelopagurus crosnieri McLaughlin, 1997
- 波状副寄居蟹 Icelopagurus undulatus McLaughlin, 2006